# La Maddalena
La Maddalena település Olaszországban, Szardínia régióban, Olbia-Tempio megyében. Lakosainak száma 10 592 fő (2023. január 1.).

## Népesség
A település lakossága az elmúlt években az alábbi módon változott:
| Lakosok száma | 11 248 | 11 233 | 10 592 |
|               | 2017   | 2018   | 2023   |